# Torre dei Consorti
La Torre dei Consorti è un'antica torre del centro storico di Firenze situata sul Lungarno degli Acciaiuoli.
La torre prende il nome dalle "consorterie", cioè quei gruppi di famiglie affiliate che, scegliendo come capo un componente più anziano, condividevano le scelte politiche in particolari situazioni e si aiutavano talvolta in occasioni speciali come matrimoni, cerimonie e altro. Le consorterie sono alla base delle fazioni come i guelfi e i ghibellini, che divisero la città in partiti contrapposti nel medioevo.
In particolare questa torre, talvolta chiamata "Torre del Leone" apparteneva a ben diciotto famiglie, tra le quali si ricordano gli Adimari, i Mannelli, i Belfredelli, i Vinciguerra eccetera.
La struttura della torre è molto antica e risale circa all'anno Mille. Un tempo era nascosta degli edifici sorti attorno a Via Por Santa Maria e dopo i restauri del dopoguerra (1944-46), compiuti dall'architetto Nello Baroni per la Soprintendenza ai Monumenti, dopo che le mine tedesche avevano distrutto gli accessi al Ponte Vecchio, la torre, rimasta fortunatamente in piedi, riemerse dalle rovine degli edifici circostanti. In quell'occasione nel piano seminterrato furono scoperte le tracce di un'antica strada di epoca romana posta a 4-5 metri sotto il piano del calpestio attuale.
Oggi appartiene a privati, in particolare l'hotel Continentale di Lungarno Collection ha ricavato della camere ed una terrazza panoramica all'ultimo piano.

## Galleria d'immagini

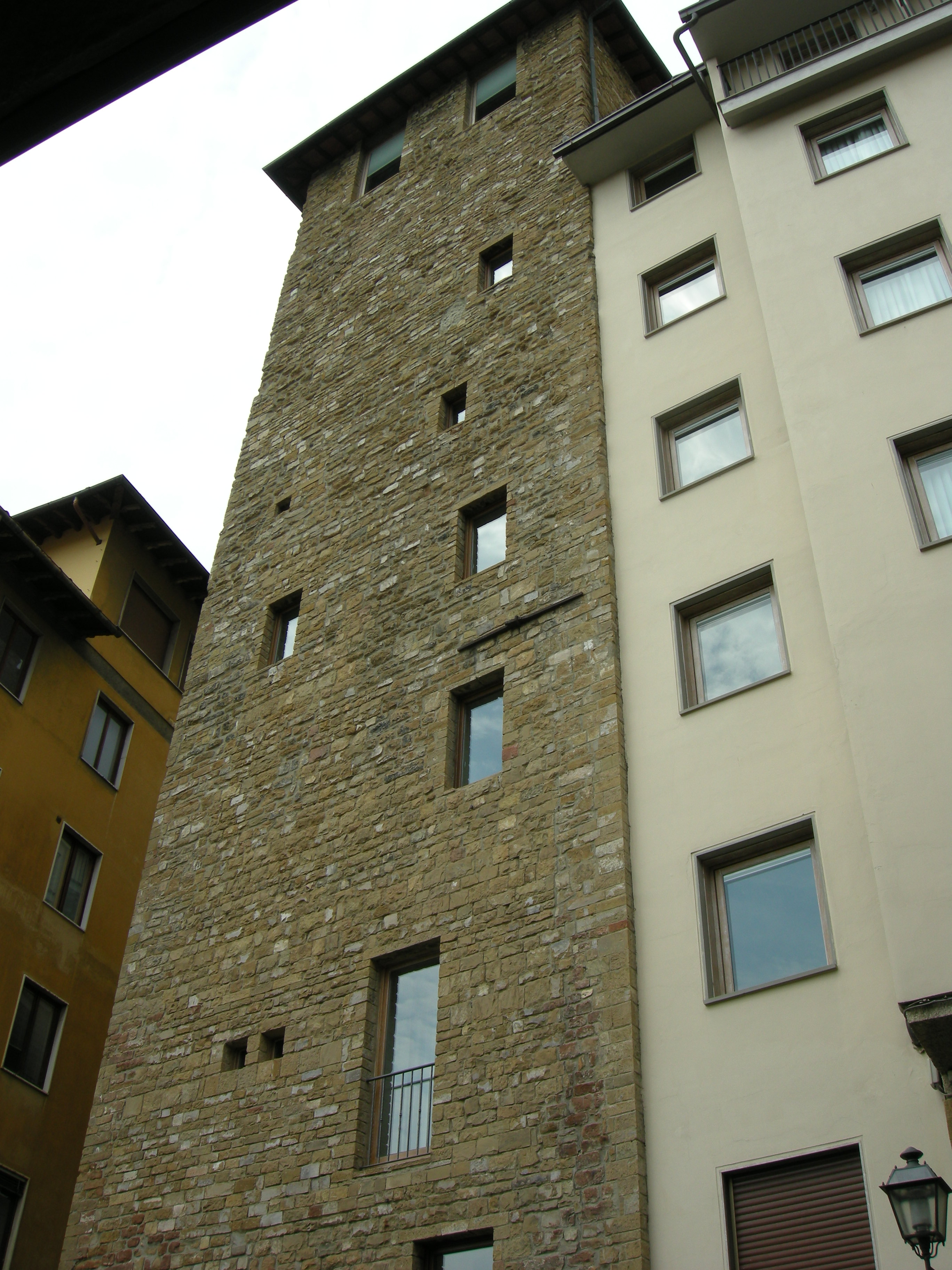
Veduta
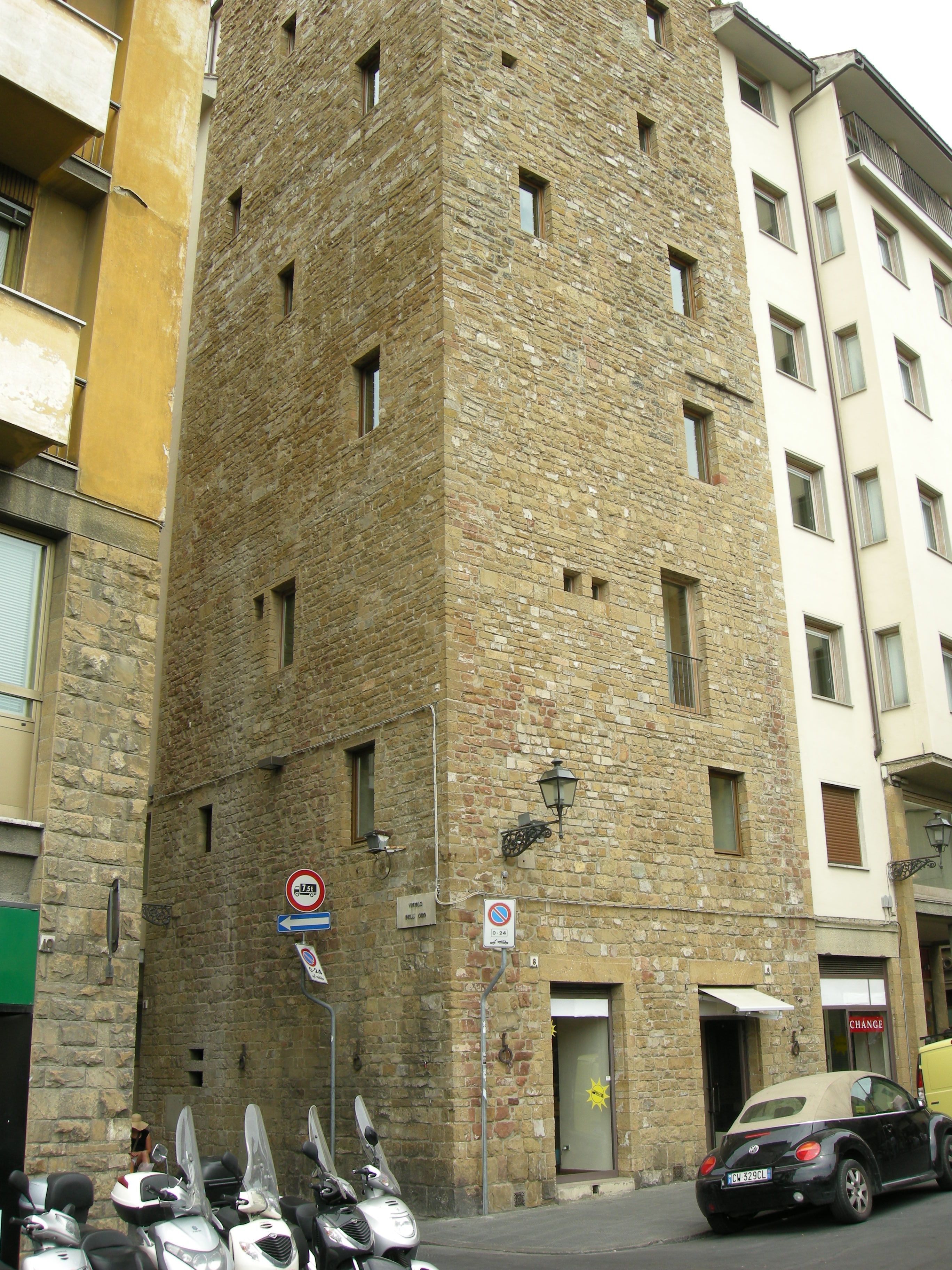
La base